# کاسالینکونترادا
کاسالینکونترادا (به ایتالیایی: Casalincontrada) یک کومونه در ایتالیا است که در استان کییتی واقع شده‌است.

## خصوصیات
کاسالینکونترادا ۱۵ کیلومترمربع مساحت و ۳٬۰۵۳ نفر جمعیت دارد و ۳۳۳ متر بالاتر از سطح دریا واقع شده‌است.